# James Staszewski
James J. Staszewski es profesor emérito del área de psicología cognitiva en la Universidad Carnegie Mellon en Pittsburgh.
Es un especialista en el campo de la percepción, la memoria, el análisis de la inteligencia y de los procesos cognitivos que subyacen a la habilidad de los expertos, ha puesto el foco de sus investigaciones en la descripción de la manera en que estos pueden ser desarrollados por la vía del aprendizaje. Sus investigaciones han sido utilizadas ampliamente  por el Ejército de EE. UU., para averiguar por qué los buscadores de minas solo detectaban entre un 10 y un 20% de estas y buscar una manera de elevar este rendimiento.
Aplicando métodos psicológicos de maestría aprendida, preparó un programa de entrenamiento que aumentaba la efectividad hasta entre el 85 y el 100%. Sus técnicas están siendo estudiadas por laboratorios de universidades por todo el mundo.

## Publicaciones
Selección de  publicaciones relevantes:
- Staszewski, J. (1988). Skilled memory in expert mental calculation, In M. T. H. Chi,R. Glaser, & M. J. Farr (Eds.), The nature of expertise (pp. 71-128). Hillsdale, NJ: Lawrence Erlbaum Associates. PDF

- Ericsson, K. A. & Staszewski, J. (1989). Skilled memory and expertise: Mechanisms of exceptional performance. In Klahr, D. & Kotovsky, K. (Eds.),  Complex information processing: The impact of Herbert A. Simon (pp.235-267). Hillsdale, NJ: Erlbaum. PDF

- Staszewski, J. (1990). Exceptional memory: The influence of practice and knowledge on the development of elaborative encoding strategies. In W. Schneider & F. E. Weinert (Eds.), Interactions among aptitudes, strategies, and knowledge in cognitive performance (pp. 252-285). New York: Springer-Verlag.

- Delaney, P., Reder, L. M., Staszewski, J. & Ritter, F.  (1998). The strategy specific nature of improvement: The power law applies by strategy  within task Psychological Science, 9 , 1-7. PDF

- Richman, H. B., Staszewski, J., & Simon, H. A. (1995). Simulation of expert memory using EPAM IV. Psychological Review, 102, 305-330. PDF

- Staszewski, J. (1999). Information processing analysis of human land mine detection skill In T. Broach, A. C. Dubey, R. E. Dugan, & J. Harvey, (Eds.), Detection and remediation technologies for mines and minelike targets IV, Proceedings of the Society for Photo-Optical Instrumentation Engineers 13th Annual Meeting, 3710,766-777.

- Staszewski, J. (2004). Models of expertise as blueprints cognitive engineering: Applications to landmine detection. Proceedings of the 48th Annual Meeting of the Human Factors and Ergonomics Society, 48, 458-462.

- Staszewski, J., & Davison, A. (2000). Mine detection training based on expert skill In A. C. Dubey, J. F. Harvey, J. T. Broach, & R. E. Dugan, (Eds.), Detection and remediation technologies for mines and mine-like targets V, Proceedings of Society of Photo-Optical Instrumentation Engineers 14th Annual Meeting, 4038, 90-101.

- Davison, A., Staszewski, J., & Boxley, G. (2001). Improving soldier performance with the AN/PSS12. Engineer, 31, 17-21.

- Staszewski, J. (2005). Wonderful, but not incomprehensible:  Multidisciplinary perspectives on Herbert A. Simon and his impact. PsyCRITIQUES, 50, Article 1.

- Staszewski, J. (2006). Spatial thinking and the design of landmine detection training.In G. A. Allen, (Ed.), Applied spatial cognition: From research to cognitive technology.(pp. 231-265). Mahwah, NJ: Erlbaum Associates.